# Цеханівка
Цехані́вка — село Окнянської селищної громади Подільського району Одеської області України. Населення становить 323 осіб.

## Історія
Під час організованого радянською владою Голодомору 1932—1933 років помер щонайменше 1 житель села.
Колишній орган місцевого самоврядування — Цеханівська сільська рада.
12 червня 2020 року, відповідно до Розпорядження Кабінету Міністрів України від № 724-р «Про визначення адміністративних центрів та затвердження територій територіальних громад Одеської області», увійшло до складу Окнянської селищної громади.
19 липня 2020 року, в результаті адміністративно-територіальної реформи і ліквідації Окнянського району, село увійшло до складу новоутвореного Подільського району.

## Населення
Згідно з переписом УРСР 1989 року чисельність наявного населення села становила 348 осіб, з яких 152 чоловіки та 196 жінок.
За переписом населення України 2001 року в селі мешкали 323 особи.

### Мова
Розподіл населення за рідною мовою за даними перепису 2001 року:
| Мова       | Відсоток |
| ---------- | -------- |
| українська | 87,62 %  |
| румунська  | 8,67 %   |
| російська  | 3,41 %   |
| болгарська | 0,31 %   |